# Platorish jimna
Platorish jimna là một loài nhện trong họ Trochanteriidae. Loài này phân bố ở Queensland và New South Wales.